# Чиє це життя, зрештою?
Чиє це життя, зрештою? (англ. Whose Life Is It Anyway?) — американський фільм 1981 року.

## Сюжет
Кен Гаррісон — молодий скульптор, якого збиває машина. У себе він приходить вже паралізованим від шиї і до низу. Все, що він може — це розмовляти. Все, що він хоче — це померти. У лікарні він знаходить собі друзів серед персоналу, які підтримають його під час судового процесу, коли він буде захищати своє право померти.

## У ролях
| Актор            | Роль                      |
| ---------------- | ------------------------- |
| Річард Дрейфус   | Кен Гаррісон              |
| Джон Кассаветіс  | доктор Майкл Емерсон      |
| Крістін Латі     | доктор Клер Скотт         |
| Боб Балабан      | Картер Гілл               |
| Кеннет МакМіллан | суддя Вайлер              |
| Кекі Гантер      | Мері Джо Седлер           |
| Томас Картер     | черговий Джон             |
| Альба Омс        | медсестра Родрігес        |
| Джанет Ейлбер    | Пет                       |
| Кетрін Гроді     | місіс Бойл                |
| Джордж Вайнер    | доктор Джейкобс           |
| Мел Стюарт       | доктор Барр               |
| Ворд Костелло    | містер Едем               |
| Олстон Ахерн     | медсестра                 |
| Бетті Коул       | ICU медсестра             |
| Лаймен Ворд      | лікар швидкої допомоги    |
| Джулі Андельман  | Стелла, студент медсестра |
| Ебігейл Гепнер   | Лісса                     |
| Алан Сток        | студент 3 курсу           |
| Джеффрі Комбс    | студент 1 курсу           |
| Стівен Борн      | Гоффман                   |
| Джон Гарбер      | фізіотерапевт             |
| Кеті Гаймон      | анестезіолог              |

| Актор                   | Роль                |
| ----------------------- | ------------------- |
| Френсін Гендерсон       | медсестра           |
| Дж.Дж. Джонстон         | охоронець           |
| Майкл Стів Джонс        | молодий лікар       |
| Лісса Лейнг             | медсестра 1         |
| Дороті Меєр             | медсестра 2         |
| Карла Пітті             | медсестра 3         |
| Бет Реннер              | медсестра 4         |
| Тоні Саймотс            | ортопед-травматолог |
| Фред Слайтер            | секретар суду       |
| Роберт С. Телфорд       | старик              |
| Роберта Джин Вільямс    | лаборант            |
| Ларрі Д. Каллаган       | баскетболіст        |
| Томас Коллетт           | баскетболіст        |
| Себастіан Де Франциско  | баскетболіст        |
| Дуан Ф. Джонсон         | баскетболіст        |
| Вільям Е. Таунсенд      | баскетболіст        |
| Ерік Мортон             | Rebel Rockers       |
| Дебора Мортон           | Rebel Rockers       |
| Джордж Т. Клінтон       | Rebel Rockers       |
| Джоел П. Шанкер         | Rebel Rockers       |
| Чарльз Майкл Гросс      | Rebel Rockers       |
| Теодоро Гейвуд Андерсон | Rebel Rockers       |
| Майкл В. Роджерс        | Rebel Rockers       |